# Autonomni agent
Postoje različite definicije autonomnog agenta. Prema Brustoloniju (1991)
 „Autonomni agenti su sistemi sposobni za autonomno, svrsishodno delovanje u stvarnom svetu.“
Prema Maisu (1995)
 „Autonomni agenti su računarski sistemi koji obitavaju u nekom složenom dinamičkom okruženju, opaž́aju i deluju autonomno u ovom okruženju i na taj način ostvaruju skup ciljeva ili zadataka za koje su dizajnirani.“
Franklin i Grejser (1997) razmatraju različite definicije i predlažu svoju definiciju
 „Autonomni agent je sistem koji se nalazi unutar i deo je okruženja koji poima to okruženje i deluje na njega, tokom vremena, u potrazi za sopstvenom agendom i tako da utiče na ono što opaža u budućnosti.“ 
Oni to objašnjavaju
 „Ljudi i neke životinje su na visokom nivou agenta, sa višestrukim, konfliktnim nagonima, višestrukim čulima, višestrukim mogućim radnjama i složenim sofisticiranim kontrolnim strukturama. Na donjem kraju opsega, sa jednim ili dva čula, jednom akcijom i apsurdno jednostavnom kontrolnom strukturom nalazi se termostat.” 

## Izgled agenta
Li et al. (2015) razmatraju postbezbednosno pitanje o tome kako kombinacija spoljašnjeg izgleda i unutrašnjeg autonomnog agensa utiče na ljudsku reakciju na autonomna vozila. Njihova studija je izvela zaključak da su agent s izgledam poput ljudskog i visok nivo autonomije u snažnoj korelaciji sa društvenim prisustvom, inteligencijom, bezbednošću i pouzdanošću. Konkretno, izgled najviše utiče na afektivno poverenje, dok autonomija najviše utiče na afektivni i kognitivni domen poverenja, gde kognitivno poverenje karakterišu faktori zasnovani na znanju, a afektivno poverenje je uglavnom vođeno emocijama.

## Spoljašnje veze
- „Autonomous Robot Behaviors”. Архивирано из оригинала 3. 12. 2013. г.
- Requirements for materializing Autonomous Agents
- Sun, Ron (1. 9. 2001). Duality of the Mind: A Bottom-up Approach Toward Cognition. New Jersey: Lawrence Erlbaum. стр. 304. ISBN 978-0-585-39404-6.[мртва веза]